# Diaulota alaskana
Diaulota alaskana är en skalbaggsart som beskrevs av Kee-Jeong Ahn 1996. Diaulota alaskana ingår i släktet Diaulota och familjen kortvingar. Inga underarter finns listade i Catalogue of Life.